# Route 360 (Nouveau-Brunswick)
Pour les articles homonymes, voir Route 360.
La route 360 est une route locale du Nouveau-Brunswick située dans le nord-est de la province, au sud de Bathurst. Elle mesure 20 kilomètres, et est pavée sur toute sa longueur.

## Tracé
La 360 traverse une région forestière isolée, avec de nombreux cours d'eau présents.
La route 360 débute sur la route 430, au nord de Middle Landing. La 360 traverse ensuite cette ville, puis elle continue sa route vers l'est, en ne possédant aucune courbe et aucune intersection. Elle se termine à l'ouest d'Allardville, à la sortie 231 de la route 8, au terminus ouest de la route 160.

## Intersections principales
- Aucune

Voici les 2 extrémités:
| Route 360       |                |    |                                                      |                                             |
| Comté           | Location       | km | Intersection/Destinations                            | Notes                                       |
| Gloucester      | Middle Landing | 0  | R-430, Bathurst, Wayerton                            | extrémité ouest de la 360                   |
| Gloucester      | Allardville    | 20 | R-8, R-160 est, Bathurst, Miramichi, Tracadie-Sheila | Sortie 231 de la 8; extrémité est de la 360 |
| Bleu: Échangeur |                |    |                                                      |                                             |